# Joan Fa Busquets
Joan Fa Busquets, (nacido el 13 de diciembre de 1943 en  Barcelona, Cataluña) es un exjugador y directivo de baloncesto español. Presidente de la Federació Catalana de Basquetbol desde el 2 de diciembre de 2010

## Trayectoria
Se inicia en el mundo del baloncesto en el Colegio La Salle Bonanova de Barcelona. Con 15, por mediación de los hermanos Martínez, Alfonso y José Luis, ingresa en las categorías inferiores de la Penya, ascendiendo un año después al primer equipo verdinegro, donde jugaría cinco años, después jugaría otros 3 años en el Picadero Jockey Club, volviendo a la Penya, donde jugaría un año más, retirándose de la práctica activa del baloncesto con únicamente 27 años.

## Internacionalidades
Fue internacional con España en 9 ocasiones. Participó en los siguientes eventos:
- Eurobasket 1965: 11 posición.